# Districte de Kelheim
El districte de Kelheim, en alemany Landkreis Kelheim, és un districte rural (Landkreis), una divisió administrativa d'Alemanya, situat a l'est de la regió administrativa de la Baixa Baviera a l'estat federat de l'Estat Lliure de Baviera (Freistaat Bayern). Limita al nord i en sentit horari amb el districte de Regensburg, Landshut, Freising, Pfaffenhofen, Eichstätt i Neumarkt. Compta amb una població de 121.119 habitants (2017).

## Geografia
El districte es troba a mig camí entre Ingolstadt i Regensburg en ambdues riberes del Danubi. A la part nord-oest, s'inclou una part del Parc Natural de la Vall d'Altmühl i la confluència d'Altmühl i Danubi.

## Escut d'armes
| Escut d'armes | L'escut d'armes mostra: - el patró blau i blanc de Baviera - Les roses simbolitzen els monestirs de Biburg i Weltenburg - plata i negre són els colors d'Abensberg, que una vegada va ser una ciutat imperial lliure |

## Ciutats i municipis

Ciutats i municipis al Landkreis Kelheim

| Ciutats                                                                    | Municipis | |
| -------------------------------------------------------------------------- | --- | --- |
| 1. Abensberg 2. Kelheim 3. Mainburg 4. Neustadt an der Donau 5. Riedenburg | 1. Aiglsbach 2. Attenhofen 3. Bad Abbach 4. Biburg 5. Elsendorf 6. Essing 7. Hausen 8. Herrngiersdorf 9. Ihrlerstein | 1. Kirchdorf 2. Langquaid 3. Painten 4. Rohr in Niederbayern 5. Saal an der Donau 6. Siegenburg 7. Teugn 8. Train 9. Volkenschwand 10. Wildenberg |